# Kopli (stacja kolejowa)
Kopli – towarowa stacja kolejowa w miejscowości Tallinn, w prowincji Harjumaa, w Estonii. Obsługuje port w Tallinnie.

## Historia
Stacja powstała ok. 1930.
Po upadku Związku Sowieckiego, położenie stacji w centrum Tallinna, wywoływało dyskusje z powodu niedogodności związanych z dużym natężeniem ruchu i zagrożeń dla środowiska stwarzanych przez składy z towarami niebezpiecznymi. W XXI w. nastąpił gwałtowny spadek pociągów obsługiwanych przez stację. Od 2006 do 2016 spadek ten wyniósł 76% wolumenów, przez co w 2016 jedynie 36% torów stacji było w użyciu, a wiele z torów nie nadawało się do eksploatacji bez przeprowadzenia ich remontów. Z tego powodu wysuwane były postulaty zmniejszenia powierzchni stacji i oddania pozyskanych terenów na cele publiczne.

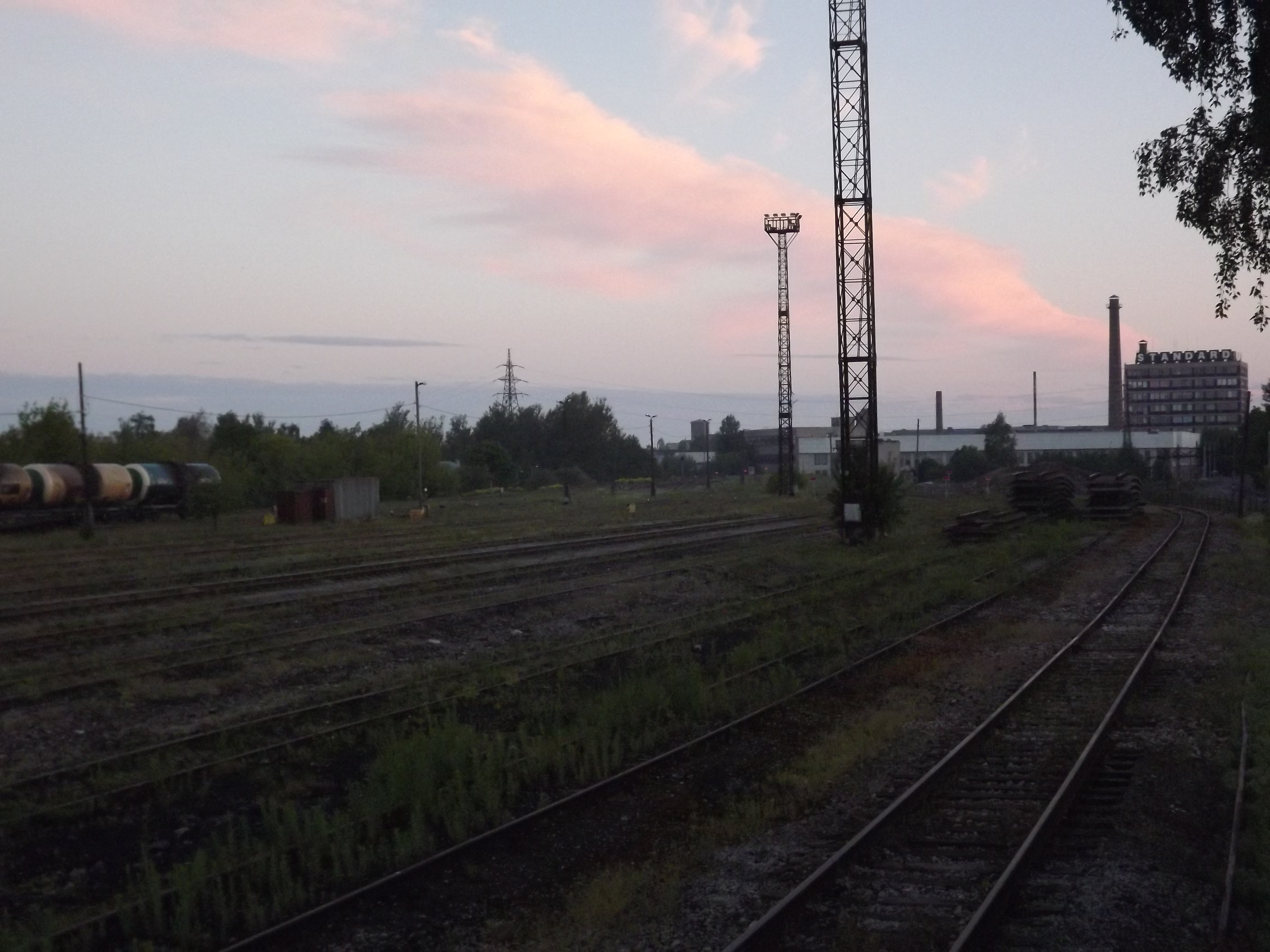
Stacja w 2014
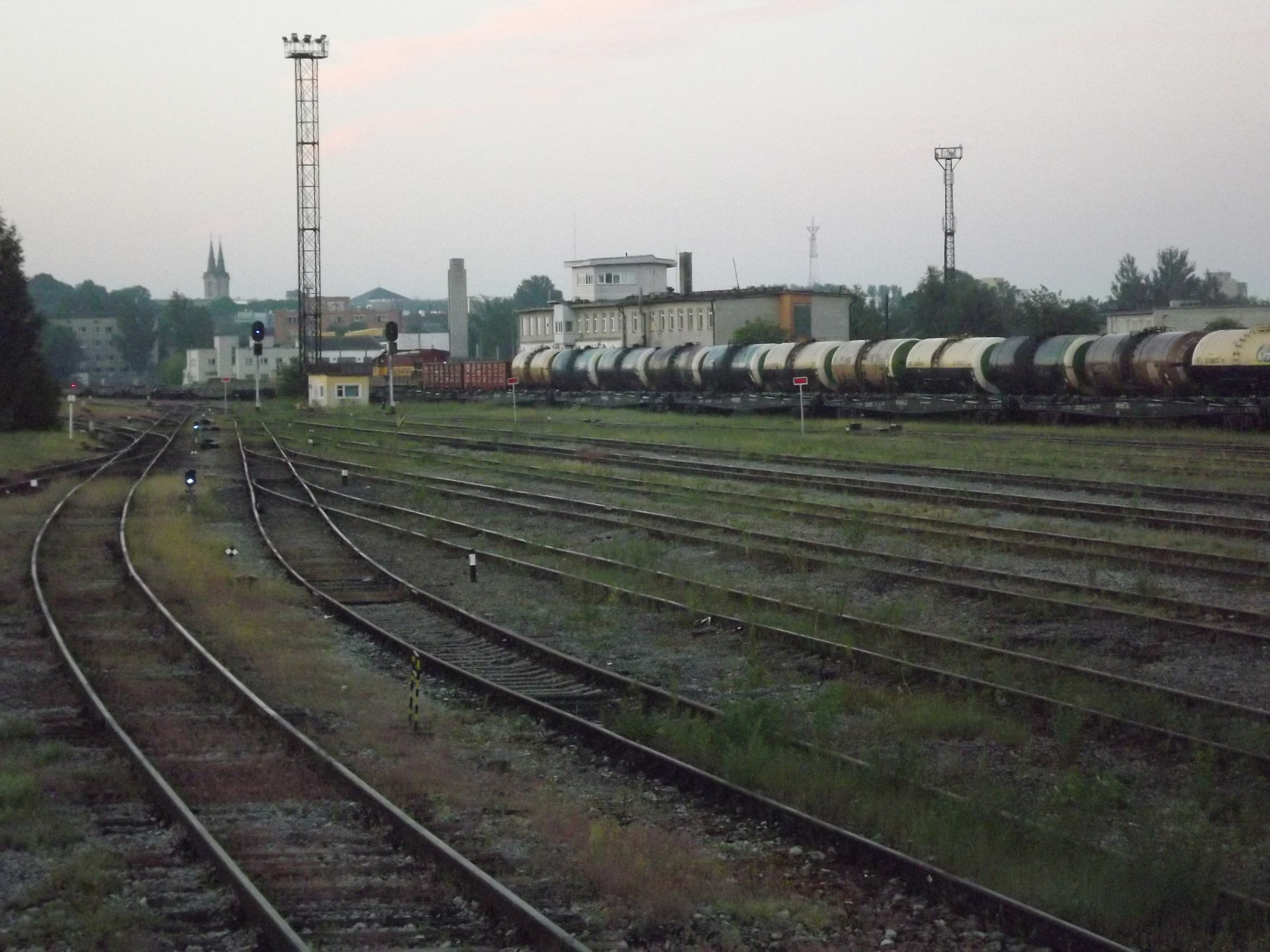
Stacja w 2014